# Blood Simple
Blood Simple is een film uit 1984 van Joel en Ethan Coen. De hoofdrollen worden vertolkt door John Getz, Frances McDormand en Dan Hedaya. Blood Simple is de debuutfilm van de broers Coen. De film ging in september 1984 in première op het filmfestival van Deauville in Frankrijk. Voor het grote publiek was de film pas een jaar later te zien.

## Verhaal
Ergens in Texas woont Julian Marty. Hij vermoedt dat zijn vrouw Abby een liefdesaffaire heeft met Ray, die in het café van Marty werkt. Marty rekent daarom op de hulp van Loren Visser, een privédetective. Wanneer vervolgens de liefdesaffaire aan het licht komt, besluit Ray ontslag te nemen.
Maar Marty wil wraak. Hij geeft Loren de opdracht om Ray en Abby te vermoorden. Loren gaat akkoord, maar speelt eigenlijk een vuil spel. Hij doet alsof hij Ray en Abby vermoordt, waardoor hij geld krijgt van Marty. Vervolgens vermoordt hij Marty met het wapen van Abby. Maar Loren is onzorgvuldig en laat bewijsmateriaal achter.
Ray ontdekt dat Julian is vermoord en vindt het wapen van Abby. Omdat Ray denkt dat Abby de moordenaar is, besluit hij het lijk te laten verdwijnen. Maar omdat Ray in de war is door de gebeurtenissen, vermoedt Abby dat Ray de moordenaar is. Pas later ontdekt Ray dat de privédetective achter de moord zit. Ray probeert Abby duidelijk te maken wat er aan de hand is, maar dan wordt hij door de detective doodgeschoten. Vervolgens probeert hij ook Abby te vermoorden, maar uiteindelijk wint zij het dodelijke kat-en-muisspel dat dan volgt.

## Rolverdeling
| Acteur            | Personage    | Opmerking      |
| ----------------- | ------------ | -------------- |
| John Getz         | Ray          |                |
| Frances McDormand | Abby         |                |
| Dan Hedaya        | Julian Marty |                |
| M. Emmet Walsh    | Loren Visser | Privédetective |
| Samm-Art Williams | Meurice      |                |

## Productie
Begin jaren 80 kwamen de broers Joel en Ethan Coen voor het eerst op de proppen met het idee om Blood Simple te filmen. Joel stelde op dat moment nog niets voor in de filmwereld, terwijl Ethan nog als typist werkte in een winkel van Macy's. Ze besloten het voorbeeld te volgen van regisseur Sam Raimi, die zelf geld had verzameld voor zijn lowbudget horrorfilm The Evil Dead (1981).
Nog voor de productie van de film van start ging, maakten de twee broers al een trailer voor de film. In die trailer wordt het personage Marty gespeeld door Bruce Campbell, de hoofdrolspeler uit The Evil Dead. Met het geld van onder meer dokters en advocaten slaagden Joel en Ethan Coen er in om zo'n $ 1,5 miljoen te verzamelen.
De film werd een van de beste onafhankelijke films van het jaar. Dit was vooral tegen de verwachtingen in van hoofdrolspeler Dan Hedaya. Hij dacht tijdens de opnames dat de film er nooit zou komen.

## Director's cut
De director's cut van de film is korter dan de originele versie van de film. Dit is opmerkelijk omdat de meeste director's cuts langer zijn dan het origineel. Enkele scènes werden in deze versie door de broers Coen ingekort, gehermonteerd of volledig aangepast. Ook de filmmuziek werd opnieuw aangepast en bevat terug het nummer It's the Same Old Song van de Four Tops. Dit is het nummer dat Joel en Ethan Coen gebruikte in de eerste versie van de film, maar later vervangen werd door I'm a Believer van Neil Diamond. In de director's cut is weer het nummer van de Four Tops te horen.

## Trivia
- Deze debuutfilm van Joel en Ethan Coen was ook de eerste grote film van Barry Sonnenfeld als cinematograaf. Hij zou later bekend worden als regisseur van onder meer The Addams Family (1991), Men in Black (1997) en Wild Wild West (1999).
- Blood Simple is ook het acteerdebuut van Frances McDormand. Zij trouwde in 1984 met Joel Coen, regisseur van de film. McDormand was destijds de kamergenote van Holly Hunter. Zij deed auditie voor de rol, maar kon uiteindelijk niet meedoen. Daarom stelde ze voor dat McDormand eens probeerde. In de film is de stem van Hunter te horen op het antwoordapparaat van het personage Meurice.
- Op de dvd van de film kan men luisteren naar audiocommentaar van filmhistoricus Kenneth Loring. Deze man bestaat niet echt. Het commentaar is eigenlijk van Jim Piddock, die een door de gebroeders Coen geschreven tekst voorlas.
- De officiële titel van de film is Blood Simple., met een punt. In de film zelf staat er achter de titel een leesteken. De titel wordt echter bijna altijd zonder leesteken geschreven.